# Néprajzi Múzeum (Budapest)

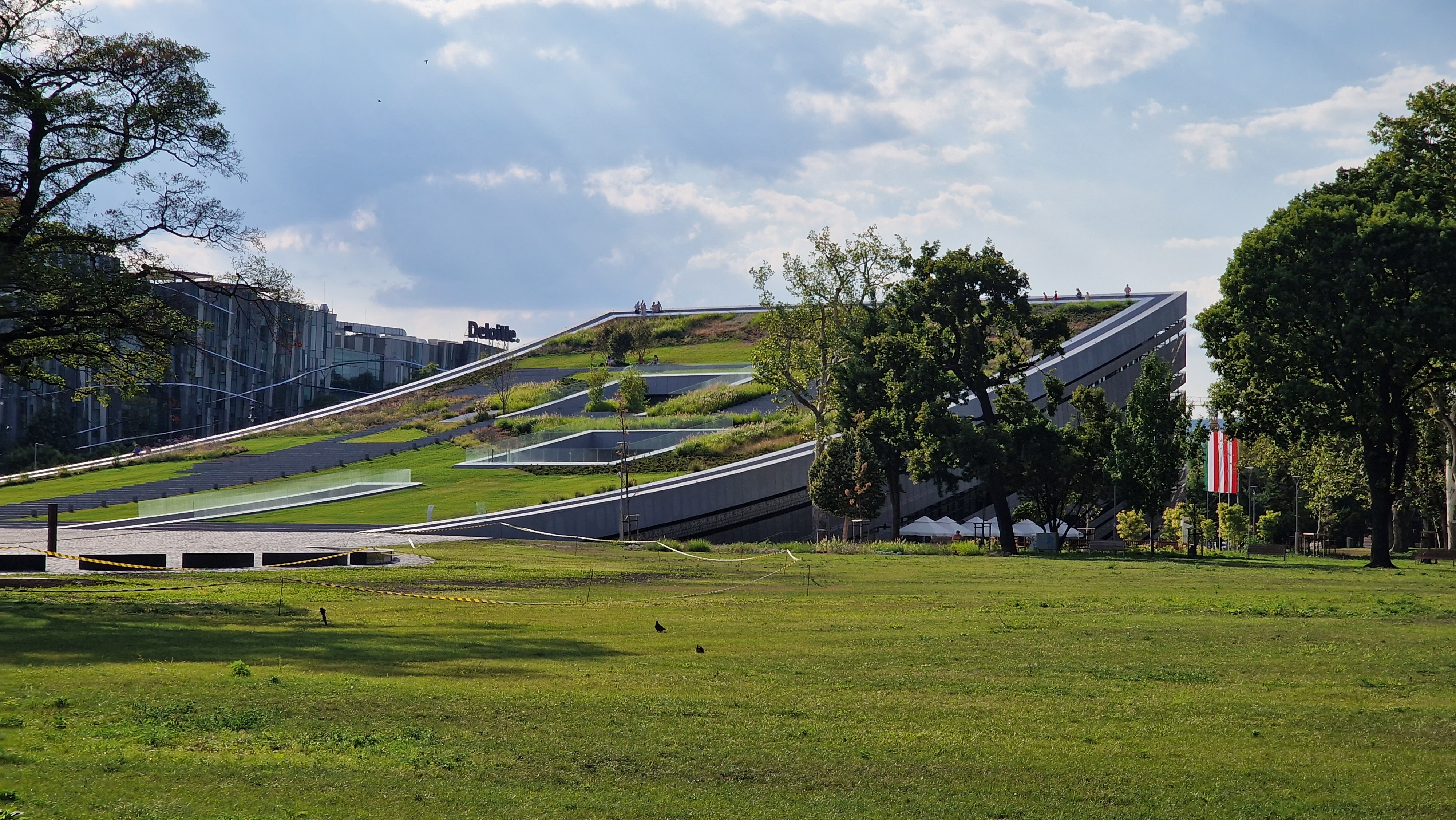

A Néprajzi Múzeum országos múzeum, amely a Városliget kapujában, a Dózsa György út mentén épült fel a Liget Budapest Projekt keretében, kifejezetten a múzeum számára.  A Néprajzi Múzeum új épületének átadására az intézmény alapításának 150. évfordulója évében, 2022-ben került sor. 

## A múzeum története

### A Magyar Nemzeti Múzeum Etnográfiai Osztályaként (1872–1892)
A múzeum alapításának terve 1872. március 5-ére nyúlik vissza, amikor Xántus Jánost kinevezték a Magyar Nemzeti Múzeum Etnográfiai Osztályának őrévé. (Ennek emlékére március 5-én rendezik meg minden évben a Néprajzi Múzeum napját.) Első kiállítása is Xántus János nevéhez fűződik.
A múzeum tehát kezdetben a Nemzeti Múzeum egyik osztálya volt Néprajzi Tár néven (csak 1947-ben önállósult teljesen), ennek megfelelően épülete is Nemzeti Múzeum épülete volt évtizedekig. 

## Épülete

### A Várkert Bazárban, majd egy bérházban (1892–1906)

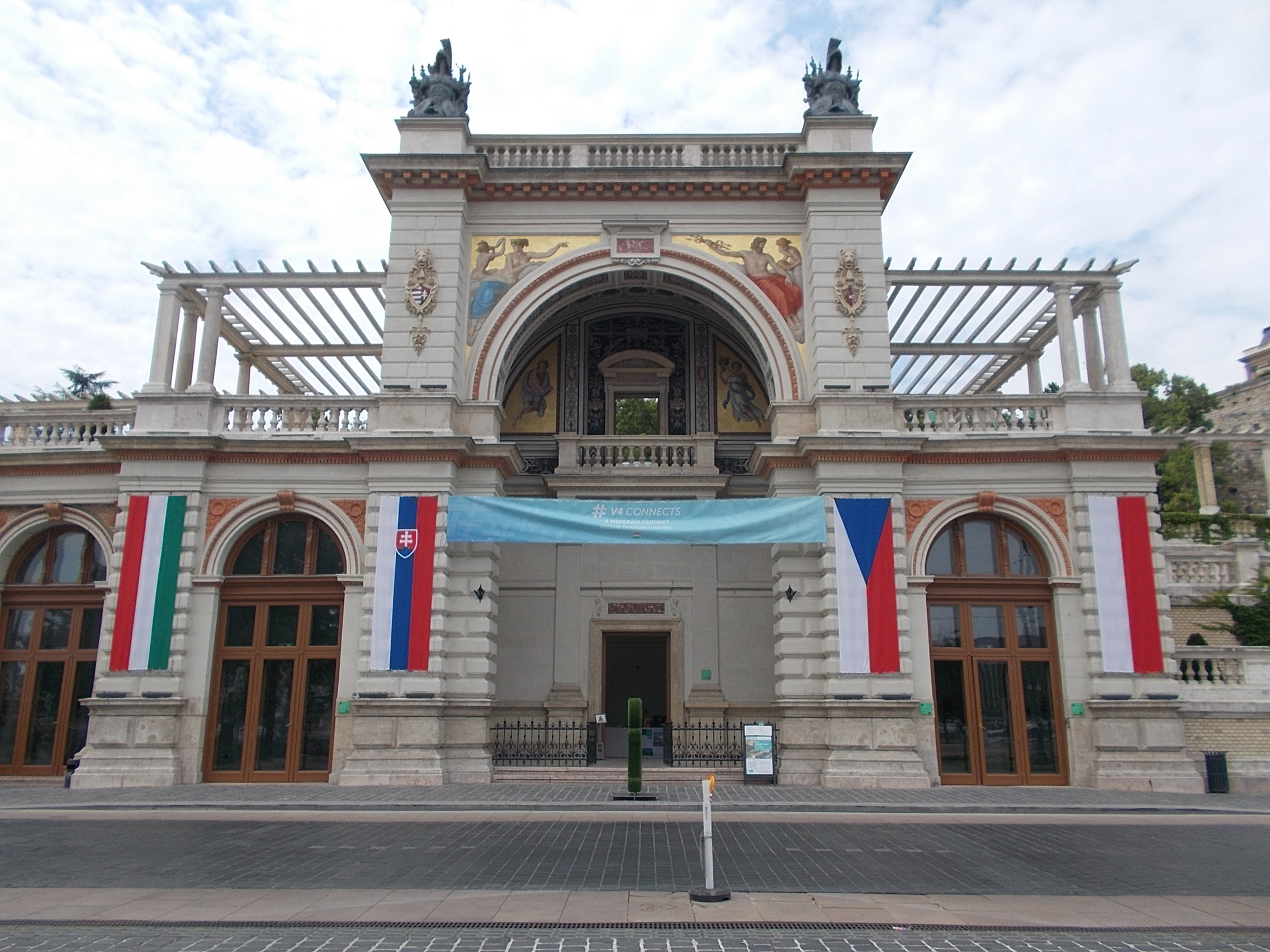
A Várkert Bazár

Mivel sokasodó tárgyai miatt hamarosan helyhiánnyal kellett megküzdenie, 1892-ben a Várkert Bazárba költöztették, de a nem megfelelő körülmények miatt 1893-ban már egy Csillag [ma: Kálmán Imre] utcai bérház lakásaiban egyre növekvő alapterületen helyezték el. Utóbbi helyen nyitották meg első állandó kiállítását is.

### Az Iparcsarnokban (1906–1923)

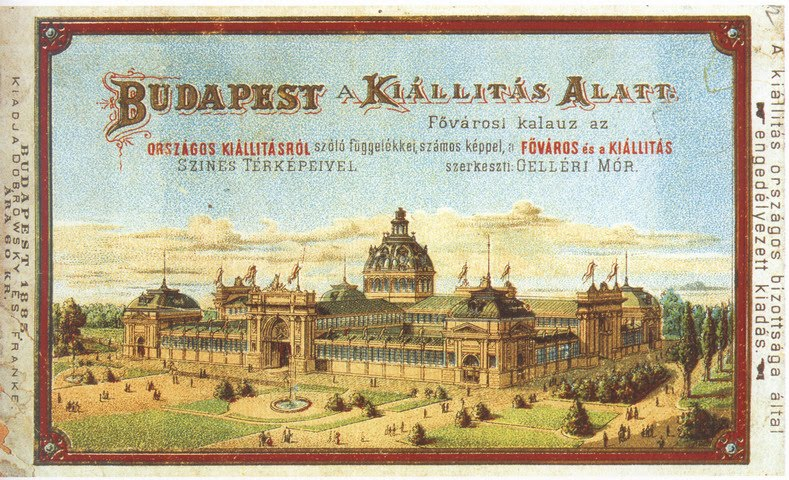
Az Iparcsarnok

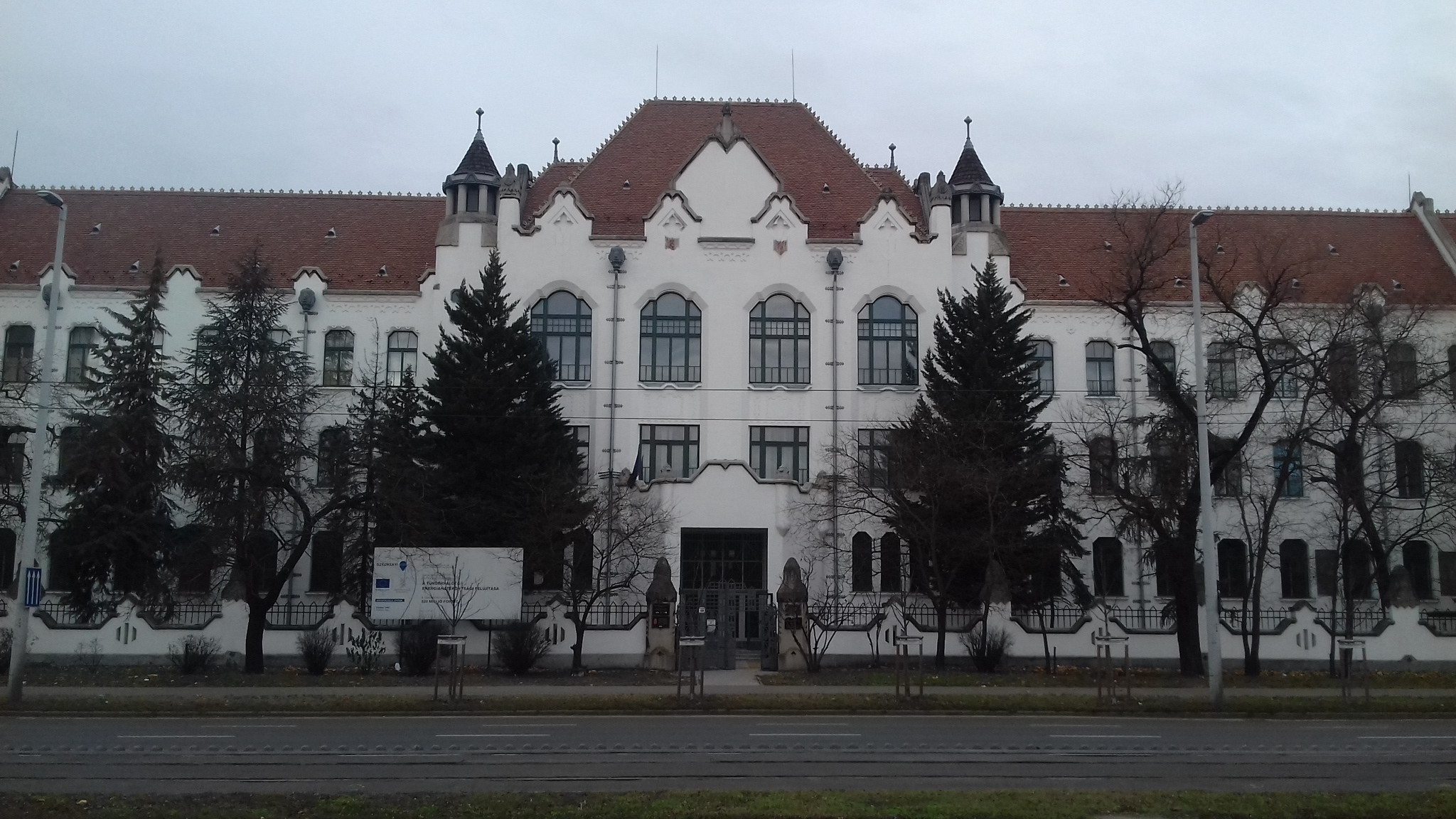
A Tündérpalota

1906-ban ismét kiköltöztették, ezúttal az városligeti, 1885-ben épült Iparcsarnok épületébe. Itt két évtizeden át működött, azonban a helyhiány itt is probléma volt. 1923-ban a Vallás- és Közoktatásügyi Minisztérium első ízben írt ki pályázatot egy új, saját épület tervezésére. A pályázaton Györgyi Dénes, K. Császár Ferenc, Almási Balogh Loránd, Lechner Jenő, Kotsis Iván, Kiss László, Medgyaszay István, Láczai-Fritz Oszkár, Árkay Aladár, Hikisch Rezső, valamint Jánszky Béla – Toroczkai Wigand Ede páros vett részt. Az épületet egy Klotild (ma Stollár Béla), Honvéd, Balaton és Falk Miksa utcák által határolt lipótvárosi telekre szánták, ám az épület végül költségvetési okokból nem valósult meg. (Itt jelenleg a Nemzeti Adatvédelmi és Információszabadság Hatóság épülete áll.)

### A Tündérpalotában (1924–1973)
A fentiek miatt 1924–1925-ben megkapta a Népligetnél fekvő Magyar Királyi Állami Főgimnázium (ma: Tündérpalota) épületét.

### Az Igazságügyi Palotában (1973–2017)

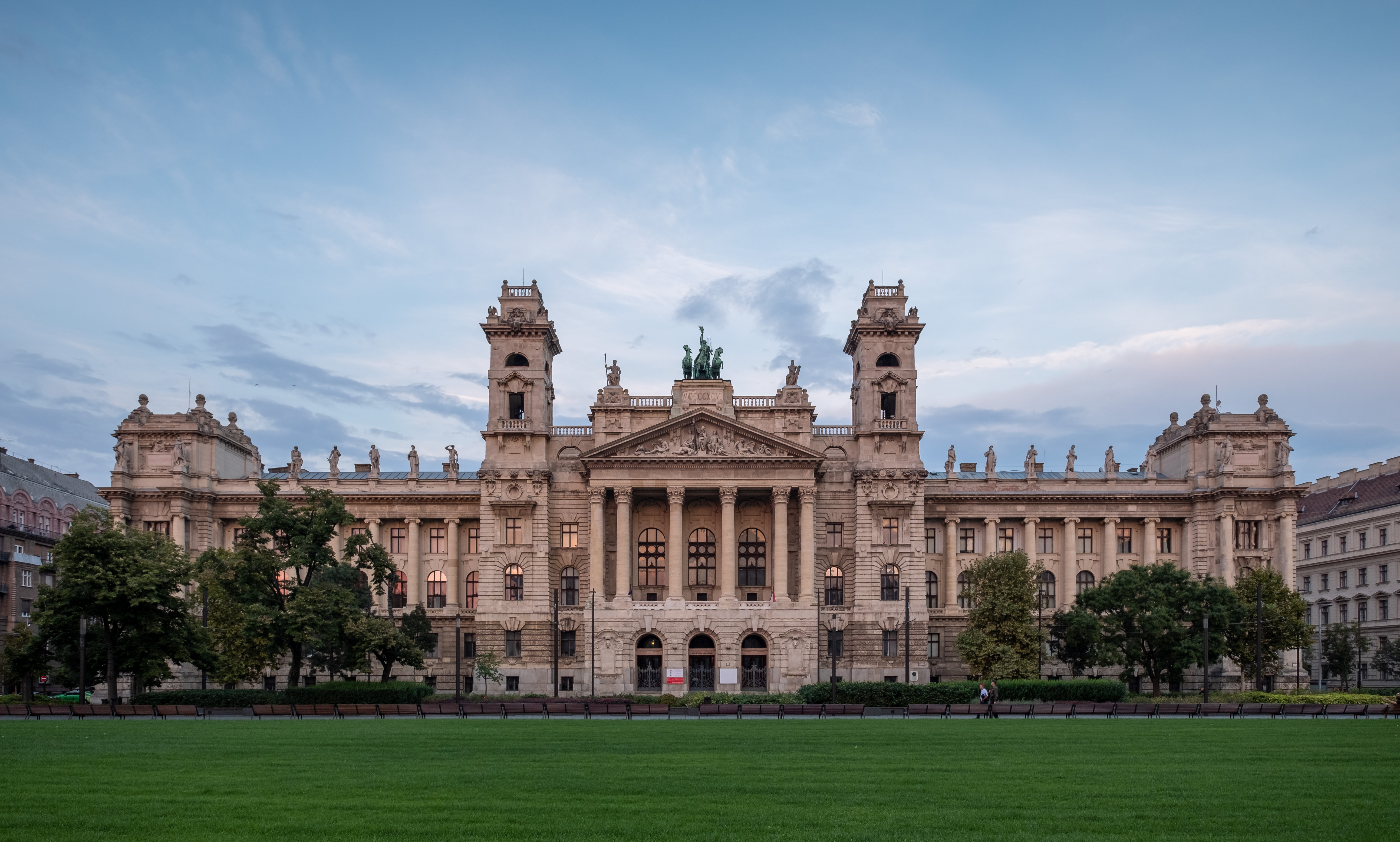
A Néprajzi Múzeumnak 2017-ig otthont adó Igazságügyi palota

Az iskolaépületben a múzeum fél évszázadon át működött. 1973–1975-ben azonban újabb költözésre került sor, ezúttal az egykori Magyar Királyi Kúria számára 1896-ban Hauszmann Alajos tervei szerint elkészült Igazságügyi palotába,  mely Budapesten, az Országház épületével szemben található az V. kerületi Kossuth Lajos téren.  (A Tündérpalotát a Magyar Természettudományi Múzeum, később az Országos Pedagógiai Könyvtár és Múzeum kapta meg.)
Nem bizonyult utóbbi sem végleges épületnek. Habár több, mint 40 éven át ismerték az Igazságügyi palotát a látogatók, mint a Néprajzi Múzeum épületét, a 2010-es évekre ismét felmerült a költözés gondolata. Ennek hátterében a Kúria visszaköltözése mellett – akárcsak a korábbi költözéseknek – a helyhiány és az állt, hogy maga az épület annak idején nem kifejezetten múzeumi célokra épült. 
A múzeum új helyének a Városligeti úgynevezett Múzeumi Negyedet (közelebbről az Ötvenhatosok terét) jelölték ki, azonban a korábbi költözésektől eltérően kifejezetten új épület megépítésére került sor ezt követően. 
Az Igazságügyi palotában a kiállítások egy 2017. december 3-án tartott búcsúrendezvénnyel véglegesen bezártak. A Szalay utcai bejáraton keresztül 2018-ban megközelíthetővé tették ugyanakkor az archívumot és könyvtárat, amely változatlan feltételekkel volt látogatható.

### A városligeti épület: az új Néprajzi Múzeum (2017–)
A múzeum új épülete ezzel párhuzamosan épült (2017 decemberétől), megnyitására 2022. május 22-én került sor.

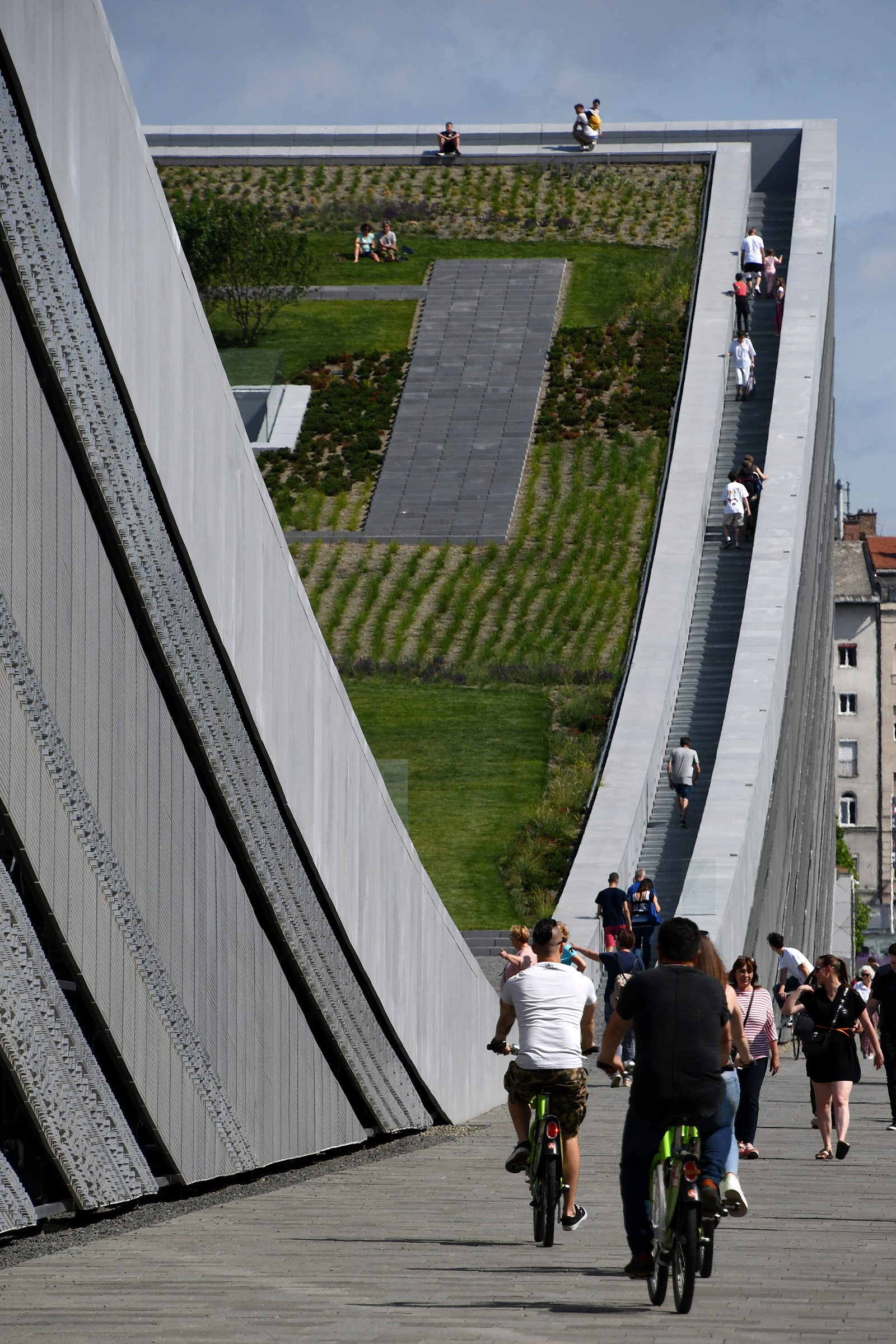
A Néprajzi Múzeum 2022-ben átadott városligeti épülete

2022-ben az intézmény egy korszerű, történetében először kifejezetten a Néprajzi Múzeum számára tervezett épületben nyitotta meg kapuit, mely mind a 21. századi szakmai követelményeknek, mind a látogatói igényeknek megfelel. A Liget Budapest Projekt keretében a budapesti Ötvenhatosok terén, az  ötvenhatos emlékmű két oldalán, az egykori parkolóterületen építették fel azt a lendületes és modern vonalvezetésű építményt, mely 33 000 négyzetméteren ad új otthont a gyűjteménynek. Az egyszerű, íves formájú épületet a nemzetközi tervpályázaton kiválasztott, magyar NAPUR Architect építésziroda közel 250 tervező bevonásával alkotta meg, Ferencz Marcel vezetőtervező irányítása mellett. Az épület 60%-a a térszint alatt helyezkedik el, tetején pedig zöldfelület található, mely közösségi térként szolgálja a látogatókat. A múzeumépület egyfajta kapuként is szolgál, hiszen itt találkozik a városi szövet a városligeti parkkal, itt léphetnek be az érdeklődők nemcsak a múzeumba, hanem a Városligetbe is. A tervek szerint 2500 négyzetméternyi időszaki és 4500 négyzetméternyi állandó kiállítási teret alakítanak ki. A Néprajzi Múzeum új épülete 2018-ban elnyerte az egyik legrangosabb nemzetközi ingatlanszakmai elismerést, a Világ legjobb közintézménye díjat az International Property Awardson.

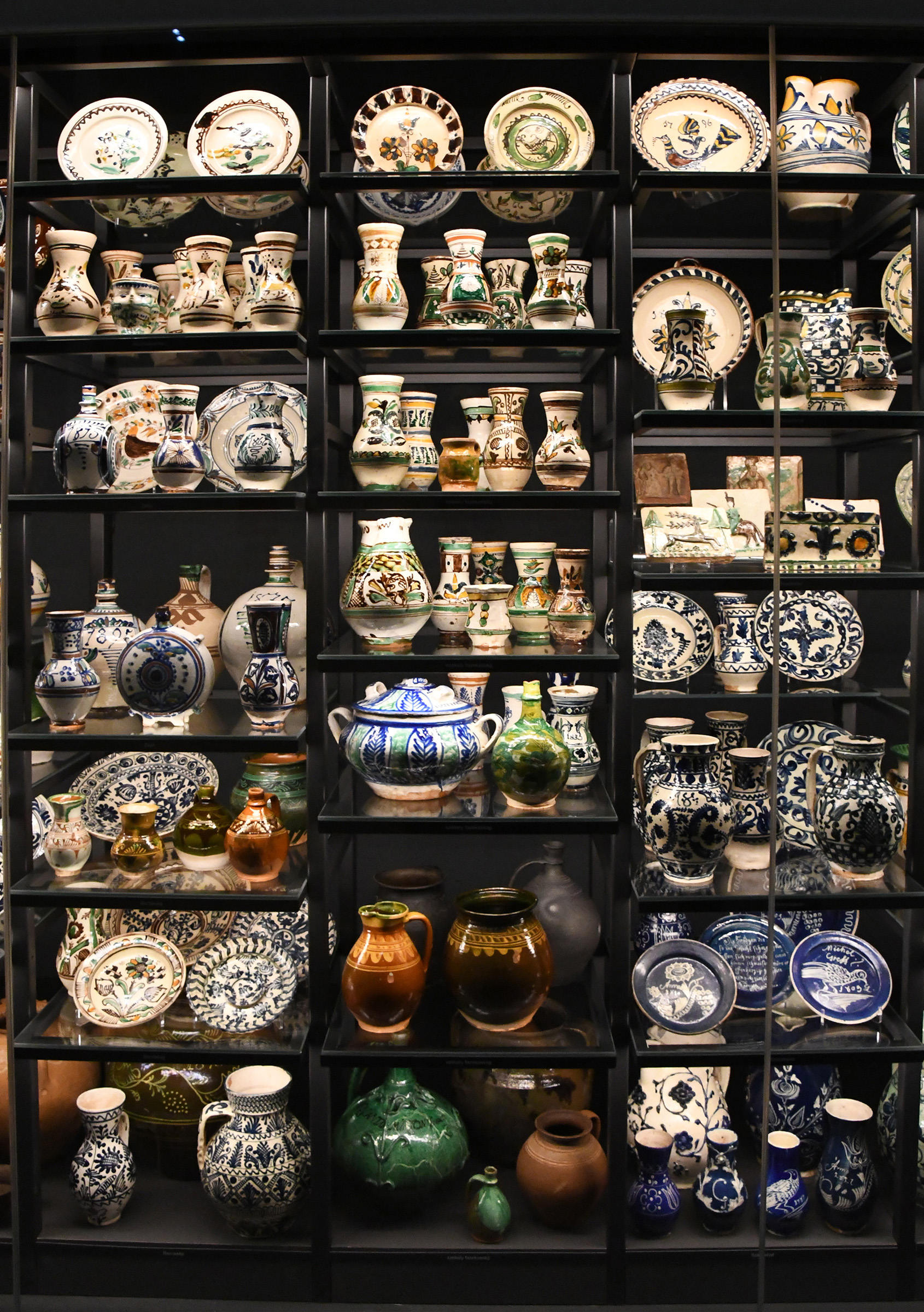
A Kerámiatér részlete

A változatos növényfajokkal beültetett tetőkertet tartó két épületszárny egy 1 kilométer átmérőjű körív mentén emelkedik a környező fák lombozatának magasságába. A föld mélyében elhelyezett, közel 7 ezer négyzetméteres, időszaki és állandó tárlatoknak otthont adó kiállítótér felett könyvesbolt, étterem, könyvtár, adattár, közösségimunka-helyiség, látogatóközpont, rendezvényközpont és interaktív ifjúsági múzeum teszi az intézményt a budapesti kulturális élet meghatározó helyszínévé. Különleges eleme az ingyenesen látogatható Kerámiatér, amely a lépcsőzet mentén 40-40 méter hosszan csaknem 4 ezer kerámiát vonultat fel a világ minden tájáról. Az épület koronája az üveghomlokzat, amelyen körben egy közel félmillió pixelből álló, a múzeum magyar és nemzetközi gyűjteményeiből válogatott néprajzi motívumokon alapuló, raszterszerkezetű fémrács fut végig. A háló a magyar és az egyetemes kultúra szőtteseként nemcsak átöleli, öltözteti az épületet, hanem összegzi a gyűjtemények és a Néprajzi Múzeumban folyó munka 150 évre visszatekintő, a kortárs kultúrában is meghatározó szellemiségét.
A beruházás kritikákat is kapott, egyrészt magát a helyszínválasztást, amivel megszűnt az esély a Rákosi-korszak idején kiszélesített Dózsa György út – korábbi Felvonulási tér – visszazöldítésére, másrészt az épület is, amit minimalista-technokrata jellege miatt sivárnak, hivalkodónak, öncélúnak neveztek, ahol a vasbeton-üveg-alumínium dominál az organikus anyaghasználat helyett, ezáltal a stílusa sem illeszedik a környezetébe. Kiemelték még, hogy az épület parkosított íves tetején semmilyen árnyékot adó dolog nincs, az odatelepített növények a betonfödémen pedig sosem fognak árnyékot adó méretűre nőni. Az épület belsejében is láttak problémákat, amit Ferencz Marcel „múzeumtervezési járatlanságára” vezettek vissza: a belső terekben több tárlatnál zegzugos a hely, ami tumultust okozhat egy látogatócsoport esetében, míg az összekötő helységek tágasak, az épület formájából adódó szintkülönbségeit pedig túlméretezett lépcsőfokokkal igyekeztek megoldani. A belső tér burkolatai is hagytak esztétika kívánnivalót maguk után, és az átadás után az online információs felületek sem működtek tökéletesen.

## Gyűjteményei
A Néprajzi Múzeum Madagaszkárra is kiterjedő Afrika-gyűjteménye jelenleg mintegy 10 500 tárgyat tartalmaz, az Ázsia-gyűjtemény közel 13 ezret, s ezek négyötöde a 19. század vége és a 20. század eleje közötti időszakban került a múzeumba. Az Ázsia-gyűjtemény két legnagyobb tárgyszámú alcsoportja a kínai és a japán anyag, ezt követi az indiai, az Amur-vidéki, a mongol, a török, a kaukázusi és a turkesztáni. Az Óceánia-gyűjtemény több szempontból is a múzeum egyik legjelentősebb, nemzetközileg is elismert gyűjteménye, részben nagysága és összetétele, részben pedig a gyűjtés korai volta miatt. A kollekciót alkotó mintegy 14 500 tárgy háromnegyede a 19-20. század fordulójáról származik, amikor a terület néprajzi szempontból még nagyrészt érintetlen volt. A jelenleg 4 ezer darabos Indonézia-gyűjtemény törzsanyaga a 19. század vége és az első világháború közötti időszakban jött létre, a tárgyak fele két szűkebb földrajzi területről származik: Jáváról és Borneóról.

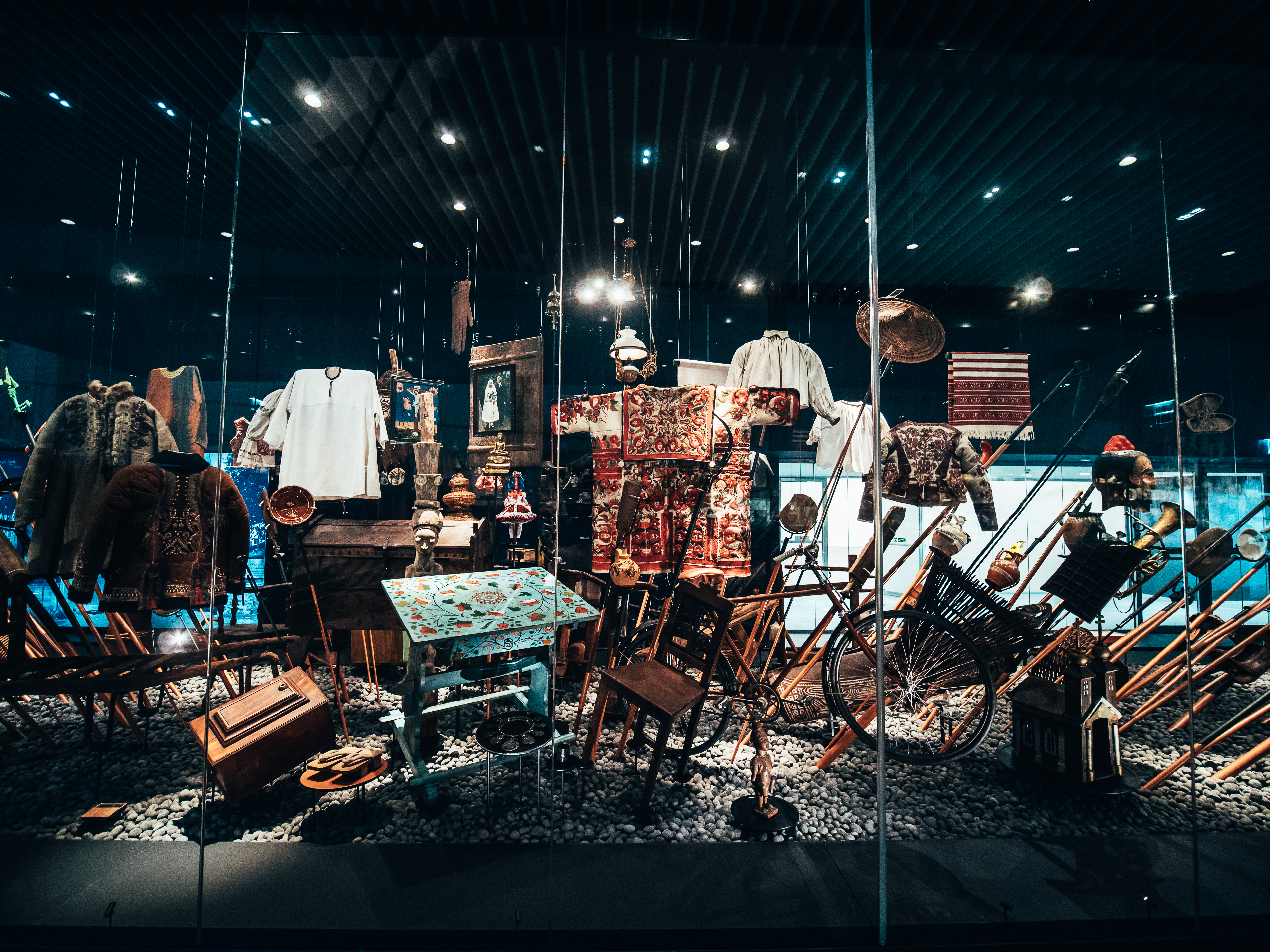
A Zoom kiállítás a Néprajzi Múzeumban

A közel 10 ezer darabos Európa-gyűjtemény a Néprajzi Múzeum egyik első gyűjteménye. A főként a finnugor rokon népekre összpontosító 19. századi tárgygyűjtés mellett a 20. század elejétől nagy hangsúlyt kapott az Osztrák–Magyar Monarchiában, illetve az annak vonzáskörébe tartozó területeken élő nemzetiségek tárgyainak gyűjtése. Ezek túlnyomó többsége hímzett textília, valamint hangszerek, fémtárgyak, bőrövek, ékszerek és kerámiák. Az Amerika-gyűjtemény a múzeum Európán kívüli gyűjteményi egységei közül a legkisebb (kb. 8300 darabos), ugyanakkor egyidős magával a múzeummal: az alapító Xántus János által az 1850-60-as években gyűjtött tárgyakat is magába foglalja.
A jelentős nemzetközi anyag őrzése, kutatása és bemutatása mellett a budapesti múzeum kimagasló szerepet játszik a magyar nemzeti identitás erősítésében. Kárpát-medencei anyagai a mára már letűnt, ám a 20. század közepéig a magyar társadalom nagy százalékát alkotó parasztság életmódjának lenyomatai a 17. századtól a 20. század végéig. A 19. század végétől a modernizáció, az urbanizáció és a globalizáció radikálisan alakította át az életmódot Magyarországon. A Néprajzi Múzeum kutatói versenyt futottak az idővel, gyűjtőmunkájuknak köszönhetően a magyarság és a magyarországi nemzetiségek hétköznapjai, ünnepei, foglalkozásai a ma élők ismereteinek részévé válhattak. A múzeum hagyományos gazdálkodási formákhoz kötődő gyűjteményei (halászat, állattartás-pásztorművészet, földművelés, gyűjtögetés) több tízezer egyszerű használati, illetve reprezentatív tárggyal teszik felfedezhetővé a gépesítés előtti évszázadok kihívásait, a folyók által szabdalt termékeny vidék életmódját. A Mesterséggyűjtemény közel 13 000 tárgyával a múzeum negyedik legnagyobb magyarországi anyagot őrző gyűjteménye. A technológia történetének megismerésében fontos szerepet játszik a népi közlekedés, teherhordás, cipekedés, hír- és jeladás tárgyait magába foglaló másfélezres Közlekedésgyűjtemény, vagy az Építkezésgyűjtemény. A Kerámiagyűjtemény a Néprajzi Múzeum egyik legnagyobb gyűjteményi egysége, tárgyainak száma megközelíti a 30 ezret.
A mintegy 50 000 műtárggyal rendelkező Textil- és viseletgyűjtemény Európa egyik kiemelkedő tematikus kollekciója. A gyűjteményben a falusi, mezővárosi parasztság, iparosság és pásztorság rendkívül változatos díszítésű, gazdag motívumkincsű és színvilágú népi viselet- és lakástextil-kultúráján kívül a tágabb értelemben vett köznép, így a városi kispolgárság és értelmiség tárgyi világa is megjelenik.
A Bútor- és világítóeszköz-gyűjteményben elsősorban a történelmi Magyarország területéről, főként magyar, valamint a hazánkban élő nemzetiségek köréből származó bútorok, világítóeszközök, lakberendezési, lakásdíszítési tárgyak (órák, tükrök, pipatartók, családi és emlékképek), alkalmi gyermekbútorok (bölcsők, járókák, állókák) és a hétköznapi élet (tisztálkodás, mosás, fűtés) használati tárgyai találhatók.  A Táplálkozásgyűjteménybe az élelmiszerek tárolásának, feldolgozásának és tartósításának kellékei, az asztali teríték más gyűjteménybe nem sorolható darabjai tartoznak. Az Egyházi, a Szokás- és játék-, valamint az ezres nagyságrendű Hangszergyűjtemény hitélethez és közösségi szokásokhoz kapcsolódó tárgyakat és eszközöket őrzi.
A Néprajzi Múzeum nem csupán műtárgyakra specializálódott, hanem kezdettől fogva törekedett a szellemi kulturális örökség, a néprajzi kutatással összefüggő anyagok gyűjtésére, megőrzésére is. Az intézmény egykori munkatársai között olyan hírességeket találunk, mint a zeneszerzőként ismert Lajtha László és Bartók Béla, akiknek hangfelvételeit a 4500 darabos fonográfhenger-gyűjtemény őrzi. Az ő gyűjtéseik a magyar mellett kiterjedtek a Kárpát-medencei népek, sőt Bartók esetében az anatóliai törökök és algériai arabok, továbbá a Volga-vidéki rokon népek zenei hagyományaira is. Ez az anyag csak töredéke a Néprajzi Múzeum több tízezernyi analóg hangfelvételének.
Hasonlóan unikális az Etnológiai Archívum néprajzi tematikájú film- és videógyűjteménye, amely az 1930-as évektől őriz mozgóképeket, vagy a magyarországi hagyományos paraszti-népi kultúra legnagyobb, 340 ezer darabos Fényképgyűjteménye, amelyben nagy számban találhatók távoli kontinensek népeiről készített fényképfelvételek már a 19. század végétől.
A csaknem 30 ezres Kézirattár és a rajzokat, festményeket, nyomatokat gyarapító Képarchívum nemzetközi szinten vonz kutatókat. Az ő munkájukat is támogatja a múzeum 197 ezer kötetes szakkönyvtára.

## Igazgatói
Lista forrása: 
- 1872–1894: Xántus János
- 1894–1902: Jankó János
- 1902–1919: Semayer Vilibald
- 1919–1934: Bátky Zsigmond
- 1934–1935: Madarassy László
- 1935–1940: Bartucz Lajos
- 1940–1946: Domanovszky György
- 1946: Szendrey Ákos
- 1946: Lajtha László
- 1946–1950: Vargha László
- 1950–1956: Balassa Iván
- 1956: Szendrey Ákos (másodszor)
- 1956–1957: Kardos László
- 1957–1959: Domanovszky György (másodszor)
- 1959–1960: Orbán Antal
- 1960–1961: Manga János
- 1961–1968: Bodrogi Tibor
- 1968–1969: Kodolányi János
- 1969–1992: Hoffmann Tamás
- 1992: Selmeczi Kovács Attila
- 1992–1997: Hofer Tamás
- 1997–2013: Fejős Zoltán
- 2013– Kemecsi Lajos